# Marc'Aurelio d'Argento per la miglior attrice
Il Marc'Aurelio d'Argento per la miglior attrice è stato un premio cinematografico assegnato al Festival Internazionale del Film di Roma dal 2006 al 2013.

## Albo d'Oro
| Anno | Attrice                 | Film                           |
| ---- | ----------------------- | ------------------------------ |
| 2006 | Ariane Ascaride         | Le Voyage en Arménie           |
| 2007 | Jiang Wenli             | And the Spring Comes (Li Chun) |
| 2008 | Donatella Finocchiaro   | Galantuomini                   |
| 2009 | Helen Mirren            | The Last Station               |
| 2010 | Tutto il cast femminile | Las buenas hierbas             |
| 2011 | Noomi Rapace            | Babycall                       |
| 2012 | Isabella Ferrari        | E la chiamano estate           |
| 2013 | Scarlett Johansson      | Her                            |